# Governatorato di al-Ahmadi
Il governatorato di al-Ahmadi è uno dei sei governatorati del Kuwait. Il suo capoluogo è al-Ahmadi, città più importante e popolata del governatorato.

## Geografia fisica
Si trova nella parte meridionale del Paese ed è famoso in Kuwait per la sua vegetazione e l'architettura britannica.
Si tratta di uno dei governatorati più grandi del Kuwait (il secondo per grandezza) ed è il più a sud tra i 6 governatorati. Confina a Nord con il governatorato di al-Farwaniyya e quello di Mobarak al-Kabir, mentre a nord-ovest con il governatorato di al-Jahra. A sud e a ovest condivide il confine con l'Arabia Saudita, mentre a est viene bagnato dal Golfo Persico nell'Oceano Indiano.

## Governo
- Jabir Abdallah II governatore dal 1962 fino al 1985;
- Ali Jaber Al-Ahmad al-Sabah governatore dal 1996-1999;

## Amministrazione
Il governatorato è composto dai seguenti distretti:
- Abu Halifa
- Ahmadi District
- Daher
- Egaila
- Fahaheel
- Fintas
- Hadyia
- Jaber Al Ali
- Mahboula
- Mangaf
- Reqqa
- Wafra
- Subahiya
- Sabah Al Ahmad Sea City (Khiran)